# (5728) 1988 BJ4
(5728) 1988 BJ4 es un asteroide perteneciente al cinturón de asteroides descubierto el 20 de enero de 1988 por Henri Debehogne desde el Observatorio de La Silla, Chile.

## Designación y nombre
Designado provisionalmente como 1988 BJ4.

## Características orbitales
1988 BJ4 está situado a una distancia media del Sol de 2,261 ua, pudiendo alejarse hasta 2,475 ua y acercarse hasta 2,048 ua. Su excentricidad es 0,094 y la inclinación orbital 4,239 grados. Emplea 1242,51 días en completar una órbita alrededor del Sol.

## Características físicas
La magnitud absoluta de 1988 BJ4 es 13,8. Tiene 4,505 km de diámetro y su albedo se estima en 0,279. 